# Jessica Alupo
Jessica Rose Epel Alupo plus connue sous le nom de Jessica Alupo, est une femme politique, éducatrice et ancienne officier militaire ougandaise.

## Biographie

### Enfance et formation
Jessica Alupo est née dans le district de Katakwi le 23 mai 1974. Elle a ensuite fréquenté l'école de filles de Kangole pour ses études jusqu'à l'obtention de son brevet d'études du premier cycle. Elle obtiendra son baccalauréat au Ngora High School. Elle suit également le cours d'élève officier à l'Uganda Junior Staff College de Jinja. Elle est titulaire d'une licence en sciences politiques et en linguistique, obtenue en 1997 à l'université Makerere. Son premier master, le Master of Arts en relations internationales et diplomatie, a également été obtenu à l'université Makerere en 2008. Jessica Alupo dispose aussi d'un diplôme en administration et gestion publiques, obtenu en 2008 auprès de l'Uganda Management Institute (UMI). Son deuxième diplôme de master est le master en administration et gestion publiques, obtenu en 2009, également à l'université Makerere,,,.

### Carrière
Avant sa nomination au poste de vice-présidente de l'Ouganda par le président Yoweri Museveni, et son entrée en politique, Alupo est d'abord enseignante à l'école secondaire Katakwi dans la ville de Katakwi. Elle est également une ancienne institutrice à l'école de formation à la guerre urbaine de l'Ouganda, Singo, district de Nakaseke. C'est également une ancienne officier de renseignement à la Chieftaincy of Military Intelligence, à Kampala, la capitale de l'Ouganda.
C'est en 2001, que Jessica Alupo fait son entrée en politique en tant que candidate à la représentation des femmes du district de Katakwi. Elle se présente sous l'étiquette du parti politique Mouvement de résistance nationale. Non seulement elle remporte les élections, mais elle est réélue en 2006. En 2009, elle est nommée ministre d'État chargée de la Jeunesse et de l'Enfance. En 2011, elle est réélue dans sa circonscription parlementaire. Lors du remaniement ministériel du 27 mai 2011, elle est promue au poste de ministre de l'Éducation et des Sports,.
Entre 2011 et 2016, elle est ministre de l'Éducation. Elle est également membre élue du Parlement en tant que représentante des femmes du district de Katakwi. Le 8 juin 2021, elle est nommée vice-présidente de l'Ouganda par le président Yoweri Museveni,. Elle est la deuxième femme vice-présidente de l'histoire de l'Ouganda après Specioza Wandera Kazibwe.